# Критський дикий кіт
Критський дикий кіт — представник роду Felis, який мешкає на грецькому острові Крит.

## Таксономія
На сьогодні його таксономічний статус незрозумілий, оскільки деякі біологи вважають, що він, можливо, інтродукований, або європейська дика кішка (Felis silvestris silvestris), або гібрид між європейською дикою кішкою та домашньою кішкою (F. catus). Наукова назва Felis silvestris cretensis була запропонована для критської дикого кота в 1953 році Теодором Гальтенортом. Він описав дві шкури котів, які були придбані на базарі в Ханьї і нагадували шкіру африканської дикої кішки (Felis lybica lybica), але з кущатим хвостом, як у європейської дикої кішки. У 1980-х Колін Гровс вимірював і оцінював зоологічні зразки котів, що походять з середземноморських островів. Він дійшов висновку, що дві котячі шкури з Криту відрізнялися від справжніх зразків диких котів і тому вважали їх дикими котами.

## Поширення та середовище існування
Крит був ізольований від континенту приблизно 6 мільйонів років. Дані палеонтології вказують на те, що острів був колонізований під час плейстоцену тими таксонами ссавців, які змогли переплисти море. Ендемічна фауна ссавців плейстоцену Криту включала гризунів і рослиноїдних тварин, але залишків хижаків не знайдено. Плейстоценові ссавці вимерли до голоцену. Понад 9000 кісток тварин було розкопано на археологічних розкопках Кавусі Кастро на сході Криту наприкінці 1980-х років, що відносяться до пізньогеометричного періоду приблизно 8 століття до нашої ери. До цих фауністичних решток також належала одна кішка, яку визначили домашньою. Фрагменти домашньої кішки також були знайдені на археологічних розкопках Гортин, що датуються VI—VII століттями нашої ери.
У жовтні 2017 року грецькі новинні сайти розповсюдили повідомлення про те, що вівчар захопив дикого кота після того, як заклав пастки для хижака, який напав на молодих овець свого стада. Доповіді супроводжувались фотографіями та відеозаписами полоненої тварини.